# Telmatogeton pusillum
Telmatogeton pusillum är en tvåvingeart som beskrevs av Edwards 1933. Telmatogeton pusillum ingår i släktet Telmatogeton och familjen fjädermyggor.
Artens utbredningsområde är Nordmarianerna. Inga underarter finns listade i Catalogue of Life.